# Algirdas Kumža
Algirdas Kumža (ur. 29 listopada 1956 w m. Palukštys w rejonie telszańskim) – litewski młodzieżowy działacz komunistyczny i działacz niepodległościowy, prawnik i dyplomata, poseł na Sejm, w latach 2006–2010 ambasador Litwy na Ukrainie.

## Życiorys
Od 1979 do 1984 stał na czele Komsomołu na Uniwersytecie Wileńskim. W 1980 ukończył studia na wydziale prawa tej samej uczelni, po czym podjął pracę jako wykładowca prawa. Od 1984 do 1989 kierował sekretariatem do spraw kultury i stosunków międzynarodowych litewskiego Komsomołu.
Pod koniec lat 80. zaangażował się w działalność niepodległościową, był członkiem Rady Sąjūdisu w Wilnie oraz dyrektorem wydziału kultury w KC Komunistycznej Partii Litwy. Od 1990 do 1992 pozostawał działaczem Litewskiego Związku Liberałów oraz posłem na Sejm Republiki Litewskiej. 11 marca 1990 znalazł się wśród sygnatariuszy Aktu Przywrócenia Państwa Litewskiego.
Po odejściu z polityki stanął na czele prywatnego przedsiębiorstwa zajmującego się doradztwem. Od 1994 do 1997 był zastępcą redaktora dziennika „Lietuvos rytas”. Od 1998 pracował jako doradca prezydenta Valdasa Adamkusa w dziedzinie polityki zagranicznej oraz spraw bezpieczeństwa.
Od 1999 do 2006 stał na czele Fundacji Tarasa Szewczenki w Wilnie. W 2006 został mianowany ambasadorem nadzwyczajnym i pełnomocnym Republiki Litewskiej w Kijowie.
Jest autorem książki Žingsniai (Wilno 1990). Uprawia alpinizm, wydał pozycję Himalajai: vienos ekspedicijos dienoraštis (Wilno 2005, w 2007 przetłumaczoną na język ukraiński i wydaną w Kijowie).